# Los santos infantes abrazándose

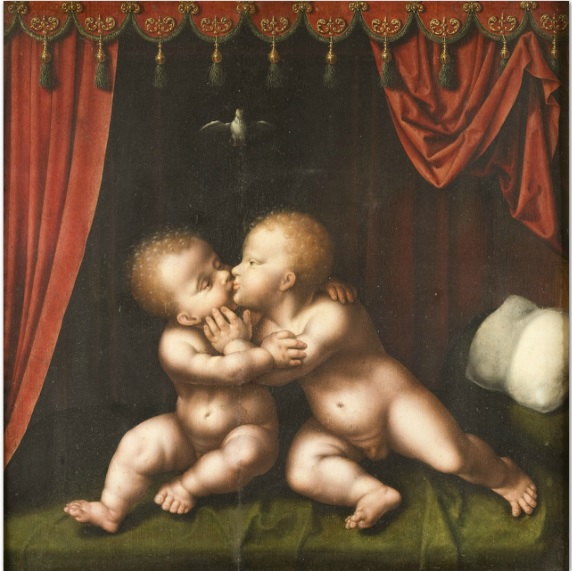
Santos infantes, Jesús y Juan el Bautista, abrazándose.

Los santos infantes abrazándose es una pintura atribuida a Leonardo da Vinci, que se encuentra en la Galería Capodimonte en Nápoles, Italia. Se cree que representa al Niño Jesús abrazando a su primo Juan el Bautista. El tema de la pintura está relacionado con las dos pinturas de  La Virgen de las Rocas de Leonardo y otras numerosas obras del renacimiento de Rafael y otros artistas del encuentro de los dos infantes en el camino hacia Egipto mientras escapaban de la Matanza de los Inocentes.

## Historia

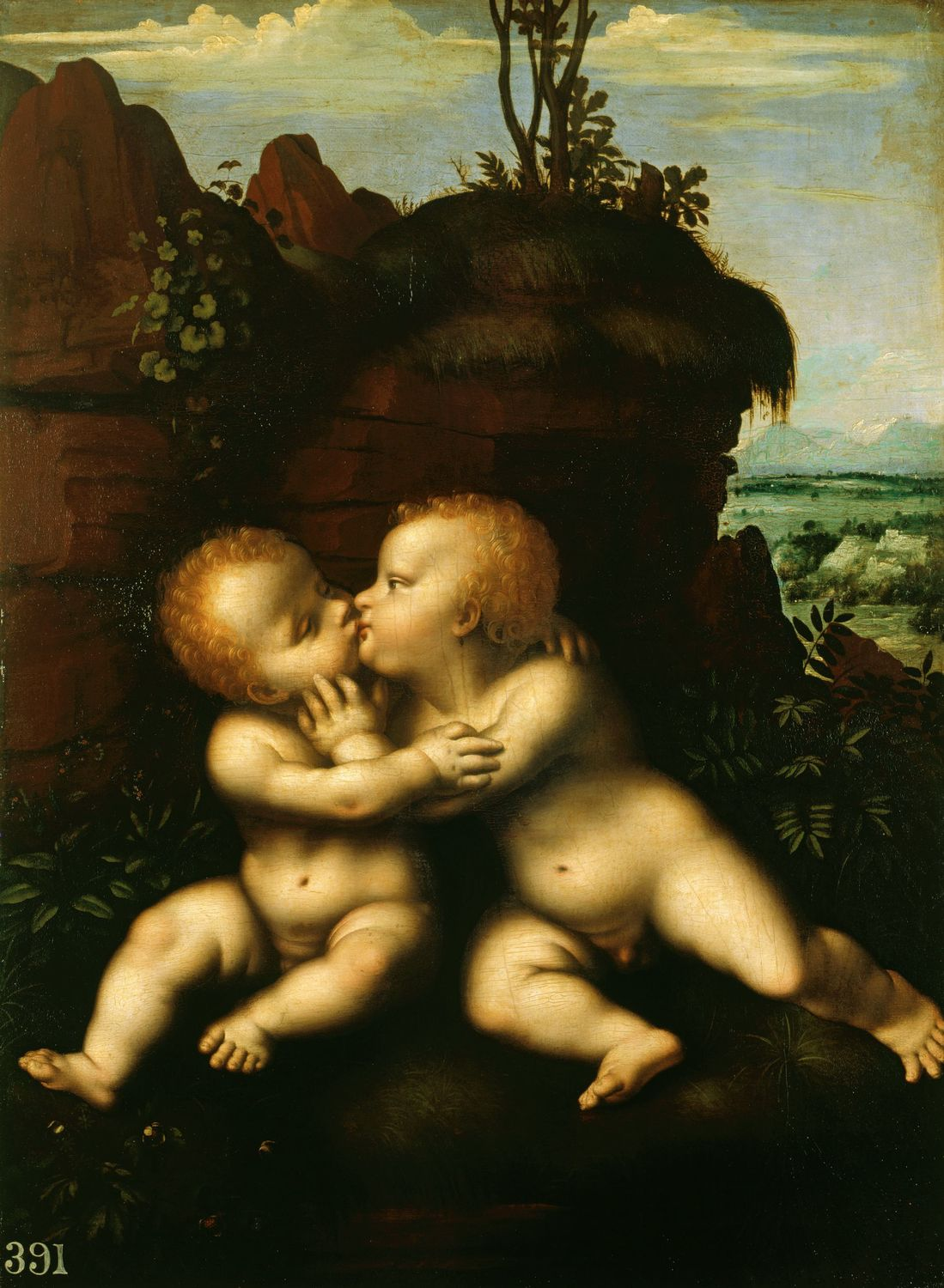
versión de la obra en la Royal Collection

Un registro de 1854 la menciona como una "obra de arte", aunque muy oscura. En 1807 fue vendida por 280 guineas como una obra de Leonardo da Vinci. Poco tiempo después William Beckford la vendió y Alexander Baring (Baron Ashburton) la compró a un intermediario.
En 1968 la pintura fue comprada en un remate en Londres por menos de 2000 dólares. En un especial del año 2007 titulado "Da Vinci's Lost Code" en el Discovery Channel, se muestra una entrevista al comerciante de arte holandés quien indica que la compró por 1500 dólares. Hacia fines de 1979 había sido examinada por varios expertos y se había llevado a cabo una comparación con  La Virgen de las Rocas en la Galería Nacional de Londres, pintada por Leonardo por encargo de la Confraternidad de la Inmaculada Concepción, probablemente realizada junto con sus ayudantes, especialmente los hermanos Predis con los cuales compartió el encargo. Existe otra versión de la obra en la Royal Collection la cual se atribuye a Marco d'Oggiono quien fue discípulo de Leonardo.
Según Stephen Holmes, que escribió el libro El Leonardo Perdido (2007), existe consenso entre los expertos que fue realizada por la misma mano que pintó  La Virgen de las Rocas que se encuentra en Londres, y es de similar calidad. Holmes resalta la fineza de los detalles, especialmente las anémonas pintadas con destreza en el frente de la pintura que se asemeja mucho a aquellas en  La Virgen de las Rocas. La pintura ha sido analizada en el documental para televisión "Da Vinci's Lost Code" -  Discovery Channel 14 de mayo de 2006, en el cual se evalúa la posibilidad que diversos artistas hayan pintado distintas versiones de "Los santos infantes".
No solo ello, si bien se cree que algunas fueron interpretaciones pintadas por diversos artistas a lo largo de los años, es posible que algunas de ellas hayan sido pintadas por la propia "casa da Vinci" (o sea pintadas por los discípulos de da Vinci), donde Leonardo puede o no que haya contribuido en su ejecución.